# Monticola
Monticola (Boie, 1822) è un genere di uccelli della famiglia Muscicapidae.

## Tassonomia
Il genere Monticola comprende le seguenti specie e sottospecie:.
- Monticola angolensis Sousa, 1888 - codirossone del miombo
  - M. angolensis angolensis
  - M. angolensis hylophilus Clancey, 1965
- Monticola brevipes (Waterhouse, 1838) - codirossone corona chiara
  - M. brevipes brevipes
  - M. brevipes pretoriae Gunning & Roberts, 1911 - codirossone del Transvaal
- Monticola cinclorhynchus (Vigors, 1831) - codirossone capoblu
- Monticola explorator (Vieillot, 1818) - codirossone sentinella
  - M. explorator explorator
  - M. explorator tenebriformis Clancey, 1952
- Monticola gularis (Swinhoe, 1863) - codirossone golabianca
- Monticola imerina  (Hartlaub, 1860) - codirossone litoraneo
- Monticola rufiventris (Jardine & Selby, 1833 - passero solitario ventrecastano
- Monticola rufocinereus (Rüppell, 1837) - codirossone piccolo
  - M. rufocinereus rufocinereus
  - M. rufocinereus sclateri Hartert, 1917
- Monticola rupestris (Vieillot, 1818) - codirossone del Capo
- Monticola saxatilis (Linnaeus, 1766) - codirossone comune
- Monticola semirufus (Rüppell, 1837) - sassicola rupestre alibianche
- Monticola sharpei (Gray, GR, 1871) - codirossone di foresta
  -  M. sharpei sharpei
  -  M. sharpei bensoni Farkas, 1971
  -  M. sharpei erythronotus Lavauden, 1929
  -  M. sharpei salomonseni Farkas, 1973
- Monticola solitarius (Linnaeus, 1758) - passero solitario
  - M. solitarius solitarius
  - M. solitarius longirostris  (Blyth, 1847) - passero solitario iraniano
  - M. solitarius madoci Chasen, 1940
  - M. solitarius pandoo (Sykes, 1832) - passero solitario indiano
  - M. solitarius philippensis (Statius Müller, 1776) - passero solitario dal ventre rosso

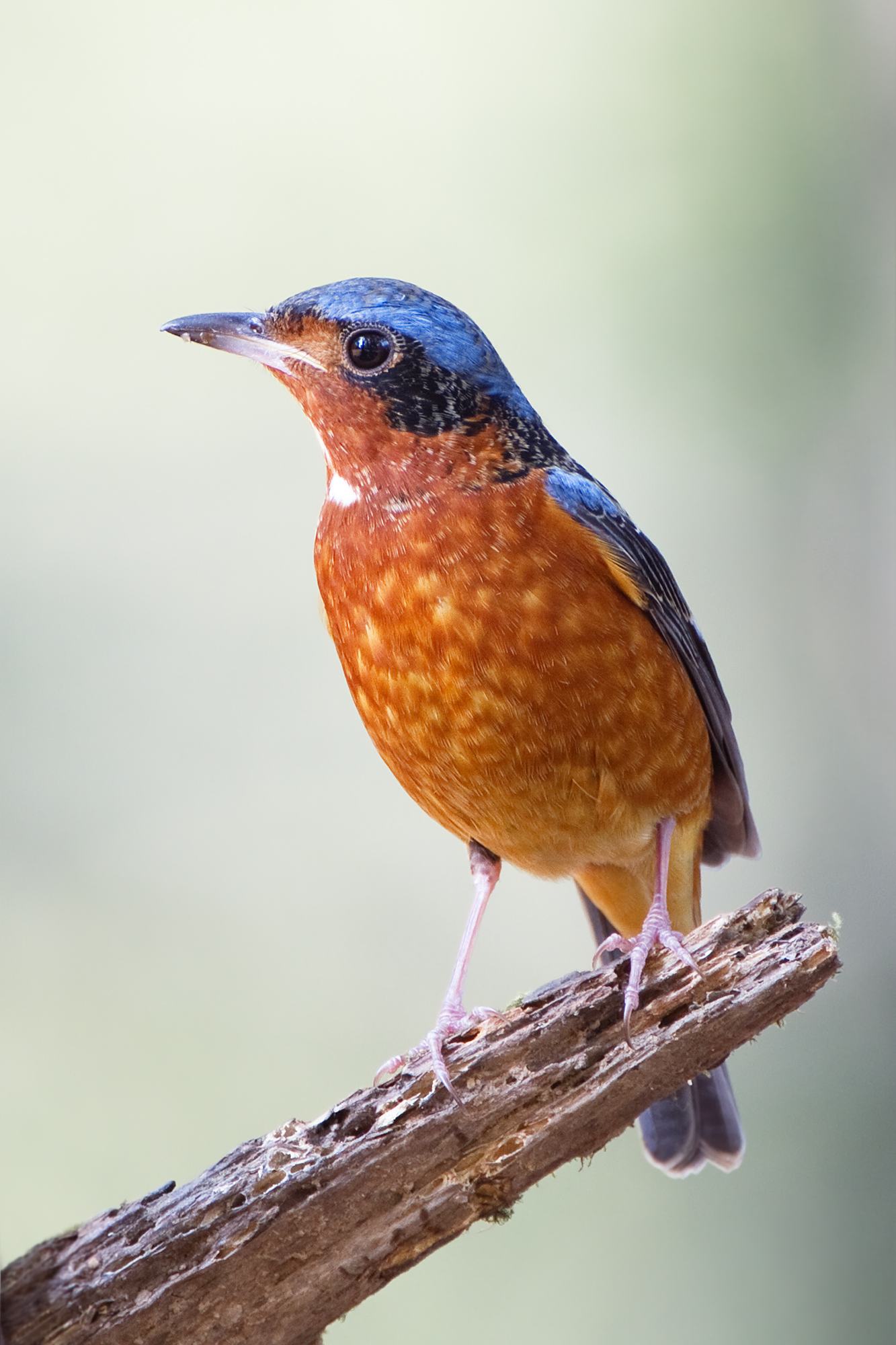
Codirossone golabianca Monticola gularis
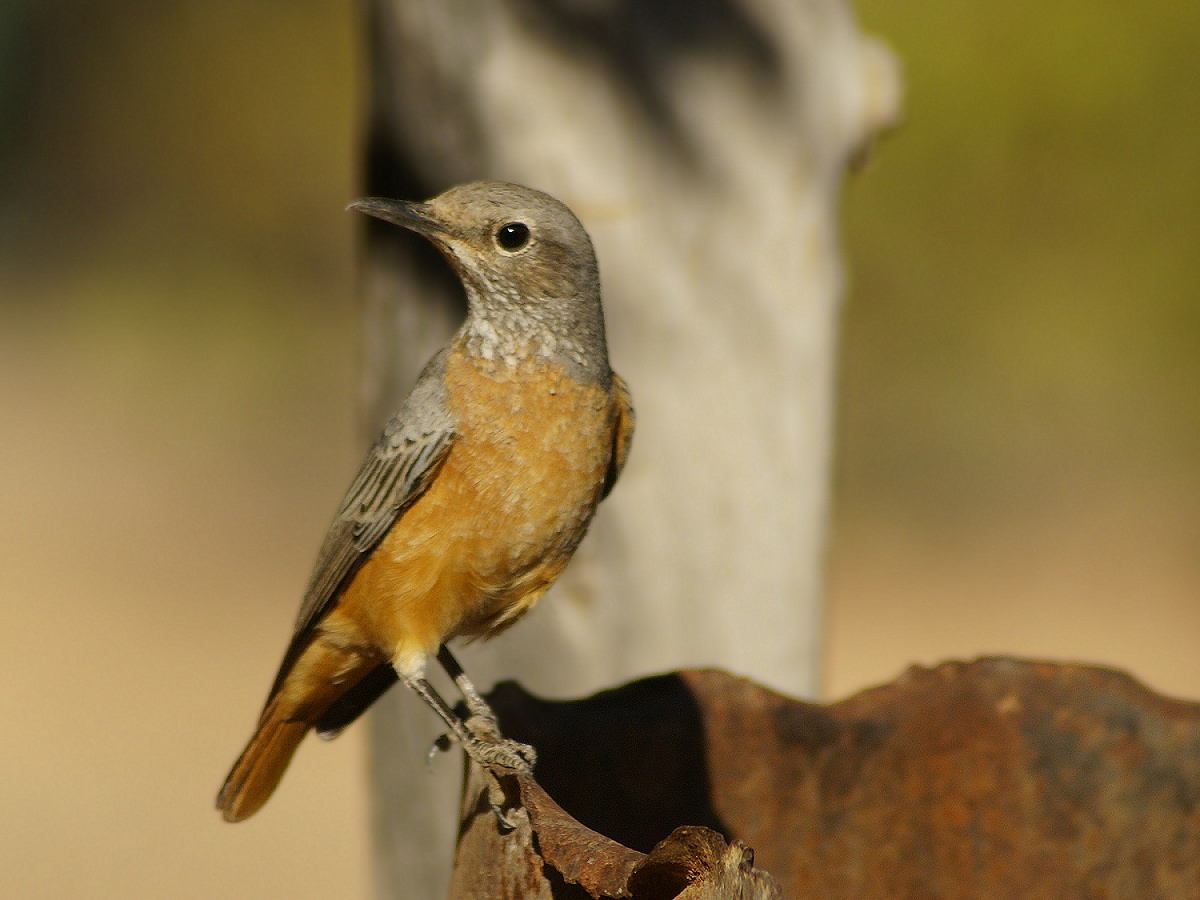
Codirossone corona chiara Monticola brevipes
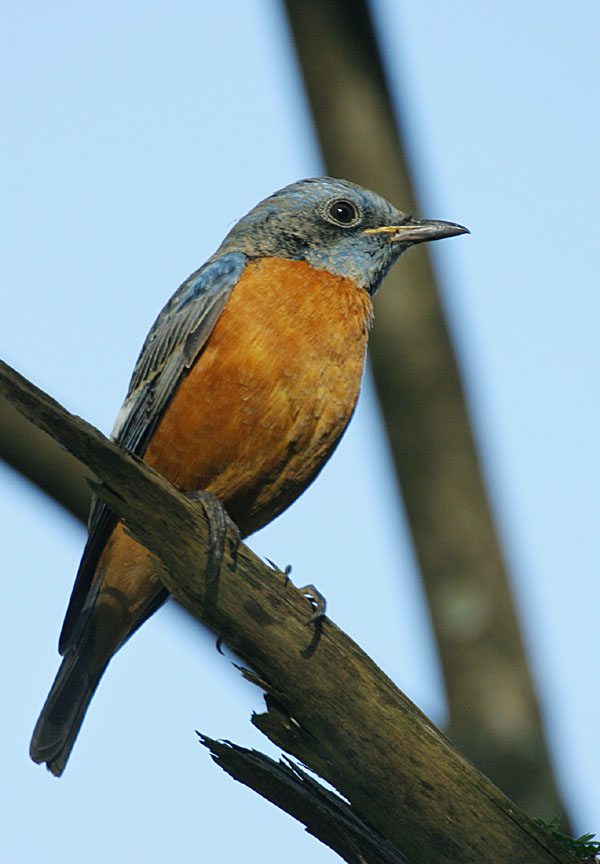
Codirossone capoblu Monticola cinclorhynchus
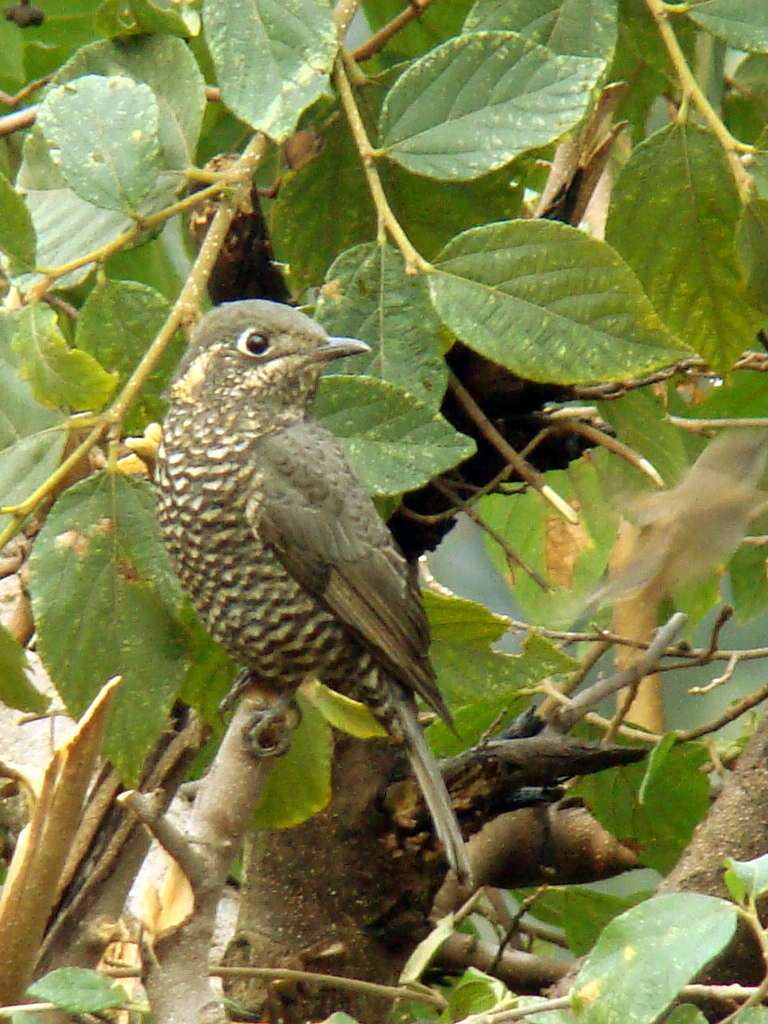
Passero solitario ventrecastano Monticola rufiventris
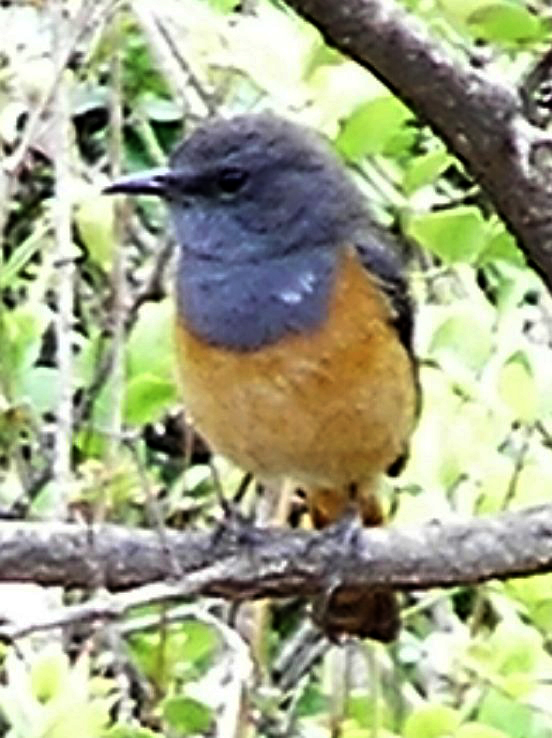
Codirossone piccolo Monticola rufocinereus
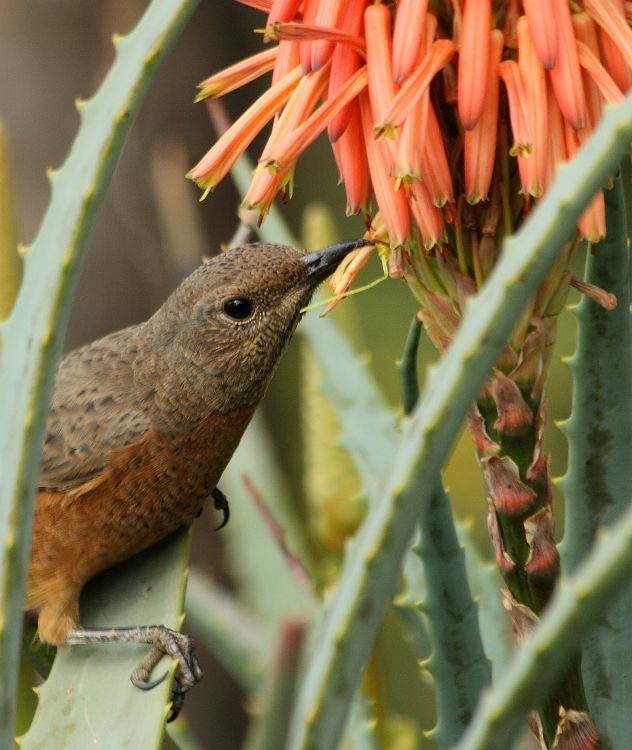
Codirossone del Capo Monticola rupestris
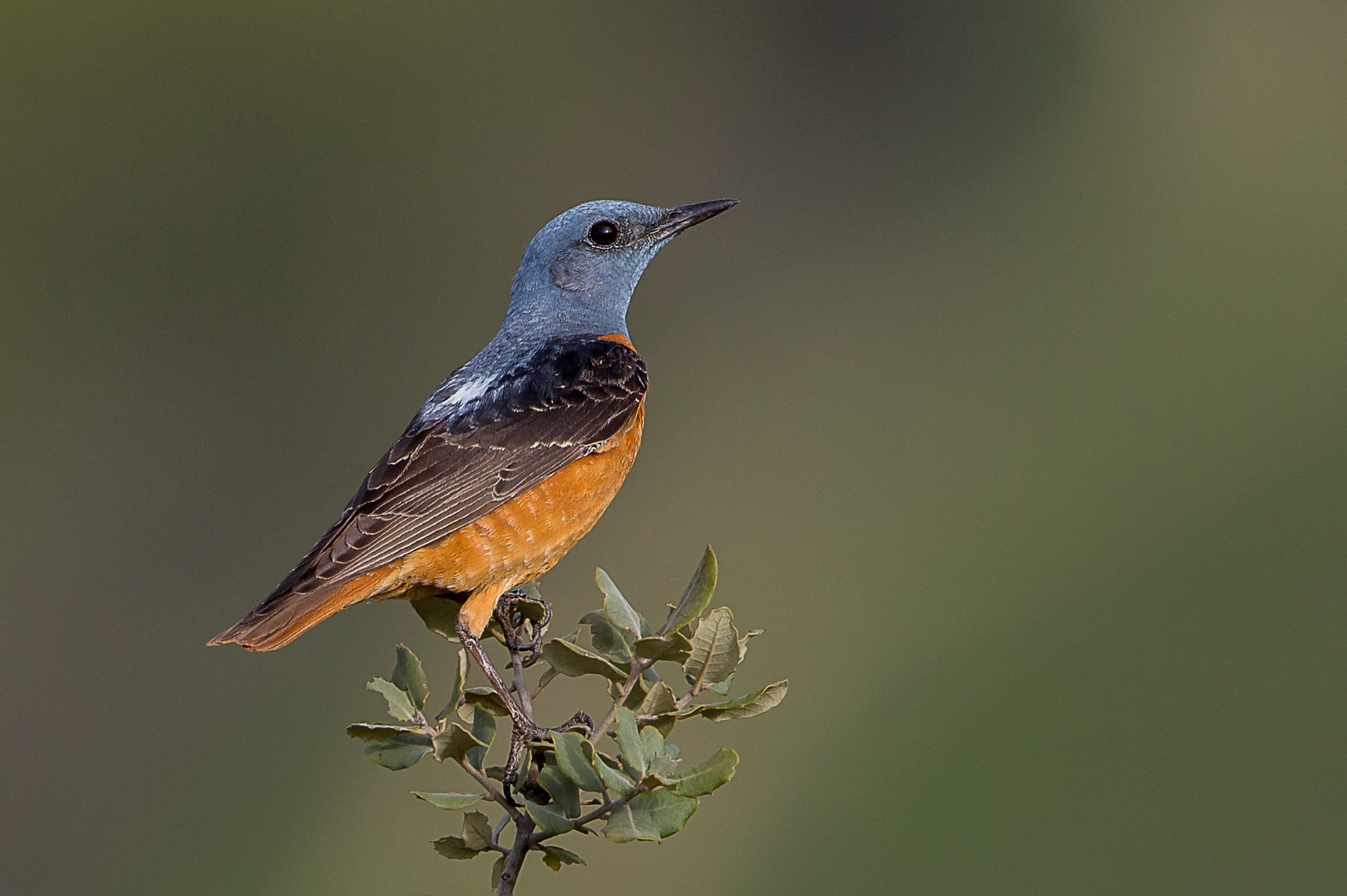
Codirossone comune Monticola saxatilis
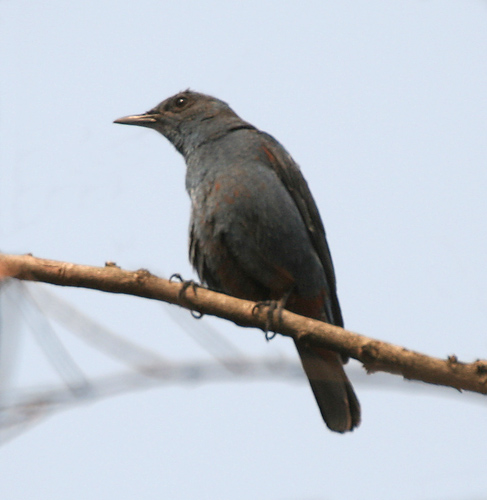
Passero solitario Monticola solitarius